# Cremnops mekongensis
Cremnops mekongensis är en stekelart som beskrevs av Turner 1919. Cremnops mekongensis ingår i släktet Cremnops och familjen bracksteklar. Inga underarter finns listade i Catalogue of Life.